# Anastasij Strumický
Svatý Anastasij Strumický (či Soluňský; řecky: Αναστάσιος ἐκ Βουλϒαρίας) (1774, Radoviš – 8. nebo 29. srpna 1794, Soluň) byl pravoslavný křesťan a mučedník.

## Hagiografie
Narodil se roku 1774 v Radoviši (Severní Makedonie).
Podle dostupných informací byl zbrojířem nebo také obchodníkem s oděvy. Když mu bylo 20 let odešel za práci do Soluně. Mistr který jej měl přijat řekl ať si obleče turecký oděv aby nemusel na celnici platit daň jako křesťan. Když dorazil do Soluně, celníci jej požádali aby odrecitoval muslimské vyznání víry. Anastasij odmítl a proto byl odvlečen do vězení a zde krutě mučen. Byl odsouzen k přípravě oběšením za zlořečení proroka Mohameda. Cestou na šibenici zemřel na následky zranění.
Jeho svátek se podle juliánského kalendáře slaví 8. srpna (Bulharská pravoslavná církev) a 29. srpna (Řecká pravoslavná církev). Dle převodu na gregoriánský kalendář to vychází na 21. srpna a 11. září.